# Acheron
Gli Acheron sono una band statunitense death metal fondata in Florida nel 1988 dal cantante/bassista Vincent Crowley (ex Nocturnus). La band è sempre stata di stampo satanico e anti-Cristiano.

## Formazione

### Formazione attuale
- Vincent Crowley - voce, basso (1988-2010, 2010-)
- Kyle Severn - batteria (2002-2010, 2010-)
- Jacob Shively - chitarra (2013-)
- Art Taylor - chitarra (2010-)

### Ex componenti
- David Smith - basso (1988-1991)
- James Strauss - batteria (1988-1992)
- Peter H. Gilmore - tastiera (1988-1989)
- Michael Smith - voce (1988-1990)
- Ben Hogue - batteria (1989)
- Belial Koblak - chitarra (1989-1991)
- Robert Orr - batteria (1991)
- Pete Slate - chitarra (1991-1992)
- Micheal Browning - batteria (1992-1994)

Inoltre collabora con la band Peter H. Gilmore, attuale Gran Sacerdote della Chiesa di Satana. Lo stesso Vincent Crowley è stato reverendo della Chiesa di Satana fino al 1997.

## Discografia

### Album in studio
- 1991 - Rites of the Black Mass
- 1994 - Lex Talionis
- 1995 - Hail Victory
- 1996 - Anti-God, Anti-Christ
- 1998 - Those Who Have Risen
- 2003 - Rebirth: Metamorphosing Into Godhood
- 2009 - The Final Conflict: Last Days of God
- 2014 - Kult des Hasses

### Demo
- 1989 - Messe Noir
- 1992 - Alla Xul

### EP
- 1992 - Satanic Victory
- 1998 - Necromanteion Communion
- 2002 - Xomaly

### Raccolte
- 2001 - Compendium Diablerie - The Demo Days
- 2004 - Decade Infernus 1988-1998
- 2020 - 30 Years of Pure Hell

### Split
- 1992 - Triumph of Death

### Altro
- 2003 - Tribute to the Devil's Music